# Studenten voor Leiden
Studenten voor Leiden (SVL, deutsch Studenten für Leiden) ist eine lokale Studentenpartei in der niederländischen Stadt Leiden. Die Partei wurde im Jahr 2020 gegründet. Bei den Kommunalwahlen von 2022 gewann Studenten voor Leiden zwei Sitze im Stadtrat.

## Geschichte
Im Jahr 2019 entstanden die ersten Pläne zur Gründung einer Studentenpartei in Leiden aufgrund der Unzufriedenheit mit der Zimmervermietungspolitik der Gemeinde. Im Sommer 2020 wurde Studenten voor Leiden gegründet, mit dem Ziel, an den niederländischen Kommunalwahlen 2022 teilzunehmen. Mit Mitchell Wiegand Bruss als Spitzenkandidat gewann die Partei bei dieser Wahl zwei Sitze im Stadtrat. Der ehemalige VVD-Stadtrat Pieter van Woensel war einer der Unterstützer auf der Liste. Er war zuvor bereits an der Gründung von Student en Stad in Groningen beteiligt.

## Parteiprogramm
Studenten voor Leiden hat sich fünf grundlegende Schwerpunkte zum Ziel gesetzt: mehr Mitspracherecht, Engagement und Aufmerksamkeit für Studenten, Neulinge und Jugendliche; ein besseres Wohnklima; eine Politik der Nachhaltigkeit; bessere Infrastruktur für Fußgänger, Radfahrer und Mopedfahrer sowie mehr Freiheit für Gastronomieunternehmer zugunsten einer lebendigen Stadt.

## Stadtrat
SVL hat seit 2022 zwei Sitze im Stadtrat. Die Fraktion besteht aus dem Fraktionsvorsitzenden Mitchell Wiegand Bruss und dem Ratsmitglied Elianne Wijnands.

## Wahlergebnisse
| Wahljahr | Spitzenkandidat        | Anzahl der Stimmen | % der Stimmen | Gewonnenen Sitze | Koalition/Opposition |
| -------- | ---------------------- | ------------------ | ------------- | ---------------- | -------------------- |
| 2022     | Mitchell Wiegand Bruss | 3.122              | 5,66          | 2 / 39           | Opposition           |

## Trivia
Leiden ist nicht die einzige niederländische Gemeinde mit einer Studenten- oder Jugendpartei im Stadtrat. In Utrecht, Groningen und Delft sind jeweils Student & Starter, Student en Stad und STIP vertreten.